# Берген (Њујорк)
Берген (енгл. Bergen) град је у америчкој савезној држави Њујорк.

## Демографија
По попису из 2010. године број становника је 1.176, што је 64 (-5,2%) становника мање него 2000. године.
| Група             | 2000.         | 2010.         |
| Белци             | 1.177 (94,9%) | 1.117 (95,0%) |
| Афроамериканци    | 7 (0,6%)      | 4 (0,3%)      |
| Азијати           | 10 (0,8%)     | 11 (0,9%)     |
| Хиспаноамериканци | 18 (1,5%)     | 26 (2,2%)     |
| Укупно            | 1.240         | 1.176         |